# Cirkus Lillian Daniels
Cirkus Lillian Daniels var en dansk cirkus, der blev etableret i 1985 og kun overlevede denne ene sæson.
Cirkus Lillian Daniels havde et to-master telt.
| Kultur | Spire Denne artikel om kultur er en spire som bør udbygges. Du er velkommen til at hjælpe Wikipedia ved at udvide den. |